# Joachim Patinier
Joachim Patinier, Patenier, ou Patinir, né vers 1483 à Dinant (Pays-Bas des Habsbourg) et mort en 1524 à Anvers, est un peintre et dessinateur wallon s'inscrivant dans la Haute Renaissance du Nord (ou nordique).
Il intégra en 1515 la guilde de Saint-Luc des peintres d'Anvers comme franc-maître et travailla en collaboration avec différents peintres dont Quentin Metsys. Ce dernier devait être assez intime avec lui puisqu'à sa mort, il fut désigné comme l'un des tuteurs de ses enfants. Lors de son voyage aux Pays-Bas, Albrecht Dürer se lia d'amitié avec Joachim Patinier et réalisa son portrait. C'est « un bon peintre de paysage » nota-t-il dans son journal de voyage. Il lui emprunta des couleurs, un de ses élèves, et assista à son second mariage le 5 mai 1521.

## Biographie
Assez répandu en Wallonie, le patronyme « Patinier » renvoie au métier de fabricant et vendeur de patins, sorte de socques en bois utilisés au Moyen Âge dans cette région pour surélever les pieds afin d'éviter la boue ou la poussière ; selon d'autres sources, le patronyme « Patinier », assez répandu dans le Dinantais, renvoie plutôt au premier mot latin patina (plat en métal, soit patène : le plat en métal à Dinant était l'industrie locale ; cf. dinanderie). Le patinier est ainsi le batteur de cuivre. Le nom se retrouve encore localement dans la région sous la forme Patigny ou Patinet.
Les faits avérés concernant Joachim Patinier étant fort limités, les suppositions les plus hardies ternissent souvent ses biographies.
Ainsi, certains commentateurs pensent que Henri Bles (Herri met de Bles), maître des paysages mosans, fut peut-être son élève ou son allié à un degré quelconque de parenté, cependant cette hypothèse souvent évoquée n'a jamais pu être confirmée.
De même, son supposé pèlerinage à la Sainte-Baume en Provence n’est attesté que par les représentations dans certaines de ses œuvres du site réputé avoir accueilli Marie Madeleine.
Le portrait de Patinier (voir ci-contre) est tiré de l'ouvrage fameux de Dominique Lampson intitulé Les Effigies des peintres célèbres des Pays-Bas.

## Œuvre et style

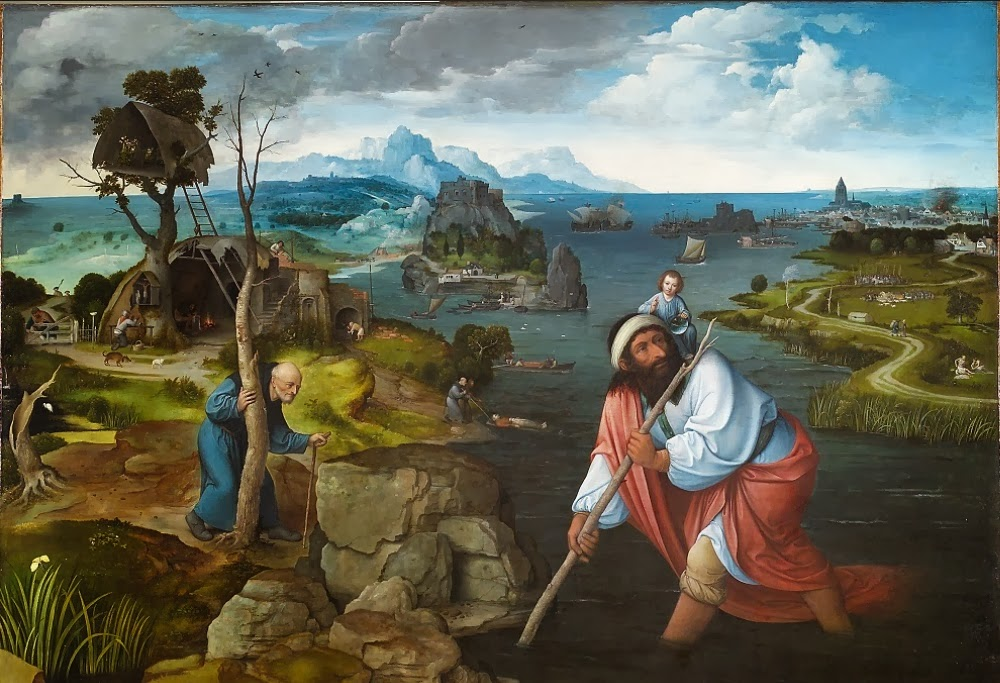
A. Paysage avec Saint Christophe, v.1520
El Escorial, Monasterio de San Lorenzo, Espagne.

Considéré comme l'un des initiateurs du genre « paysage » dans la peinture occidentale, Joachim Patinier est un peintre d'histoire. Il réalisa des peintures à l'huile sur panneaux de bois dans le genre pictural majeur qui s’inspire surtout de scènes issues de l’histoire chrétienne popularisée par La Légende dorée de Jacques de Voragine. Son style est caractérisé par l'utilisation fréquente de la perspective atmosphérique qui offre une vision panoramique en plongée. Ses compositions comportent généralement trois plans principaux distincts : un premier plan brun sur lequel sont disposés les figures principales et leurs accessoires ainsi que des éléments minéraux et végétaux (des rochers, des herbes, des fleurs, un arbre ou un arbuste presque mort), un plan moyen à dominante verte où sont représentés avec finesse et précision de nombreux personnages vaquant aux occupations les plus diverses, et un arrière-plan aux reliefs remarquables d'un bleu intense — on parle parfois de « bleu Patinir » —, qui rejoignent un ciel nuageux de même tonalité dans lequel semble surgir un orage menaçant.

« Il avait une façon particulière de traiter le paysage avec beaucoup de soin et de finesse, ses arbres étant comme pointillés. Il y introduisait de jolies petites figures, en sorte que ses œuvres étaient recherchées, se vendaient bien et qu’elles se sont répandues en divers pays.
Il avait pour coutume de placer quelque part dans ses œuvres un petit homme satisfaisant un besoin, d'où le surnom de ch[ieur]. qui lui fut donné. Il fallait parfois chercher ce petit bonhomme comme la chouette dans les œuvres de Henri de Bles. »

 écrit Karel van Mander dans son Schilder-boeck.
Joachim Patinier semble avoir eu recours à divers collaborateurs pour exécuter les figures de premier plan de bon nombre de ses tableaux. Ainsi, Quentin Metsys collabora avec Patinier pour l'exécution des Tentations de saint Antoine (Galerie : 3) du musée du Prado de Madrid, et, probablement, pour le Paysage avec saint Christophe portant l'Enfant Jésus du musée de Flandre de Cassel.
La manière de Joachim Patinier fut reprise par bon nombre de peintres de la même génération ou de la suivante, parmi lesquels on peut citer Joos van Cleve, Corneille Metsys, Lucas Gassel, Henri Bles et le Maître des demi-figures féminines. Les emprunts thématiques et stylistiques furent parfois si importants que de nombreuses œuvres de ces continuateurs furent confondues avec celles de Joachim Patinier lui-même (Galerie : 16-20).

## Liste d'œuvres

### Œuvres de Joachim Patinier

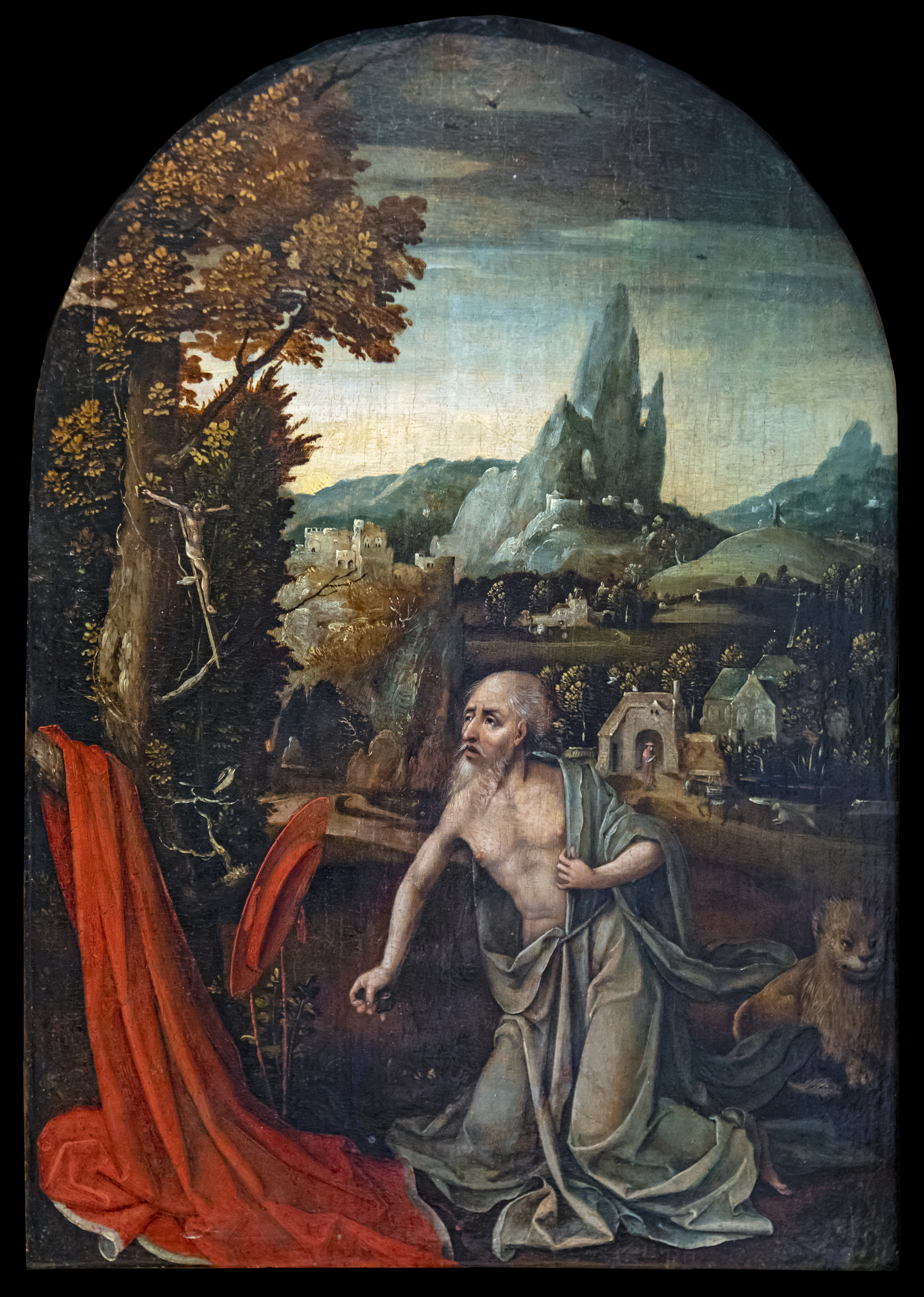
Saint Jérôme Fondation Bemberg

- Peintures signées[18] :
  - Paysage avec fuite en Égypte, vers 1516-17, huile sur bois, 18,3 × 22,4 cm, musée royal des beaux-arts d'Anvers, inv. 64 (Galerie : 1)[ref. 1].
  - Paysage avec saint Jérôme, vers 1505-10, huile sur bois, 13,5 × 17,3 cm, Staatliche Kunsthalle Karlsruhe, inv. 144[ref. 2].
  - Baptême du Christ, vers 1521-24, huile sur bois, 60,1 × 76,8 cm, Kunsthistorisches Museum de Vienne, inv. GG_981[ref. 3].
  - Paysage avec saint Jérôme, vers 1516-17, huile sur bois, 74 × 91 cm, musée du Prado, Madrid, inv. P 1614 (Galerie : 2)[ref. 4].
  - Tentation de saint Antoine, vers 1520-24, huile sur bois, 155 × 173 cm, musée du Prado, Madrid, inv. P 1615 (Galerie : 3)[ref. 5].
- Autres peintures[19] :
  - Passage du Styx, entre 1520-1524, huile sur bois, 64 × 103 cm, musée du Prado, Madrid, inv. P 1616 (Galerie : 4)[ref. 6].
  - Paysage avec incendie de Sodome et Gomorrhe, vers 1521, huile sur bois, 22,5 × 29,7 cm, musée Boijmans Van Beuningen, Rotterdam, inv. 2312 (Galerie : 5)[ref. 7].
  - Repos pendant la fuite en Égypte, vers 1515, huile sur bois, 65,6 × 81,1 cm, Gemäldegalerie (Berlin), inv. 608 (Galerie : 6)[ref. 8].
  - Repos pendant la fuite en Égypte, vers 1518-20, huile sur bois, 121 × 177 cm, musée du Prado, Madrid, inv. p. 1611 (Galerie : 7)[ref. 9].
  - Rencontre de saint Antoine et saint Paul dans le désert, vers 1521-24, huile sur bois, 28,8 x 37,3 cm, collection particulière[ref. 10].
  - Martyre de sainte Catherine, vers 1515, huile sur bois, 27,1 x 44,1 cm, Kunsthistorisches Museum de Vienne, inv. 1002 (Galerie : 8)[ref. 11].
  - Paysage avec saint Christophe, vers 1520-24, huile sur bois, 127 × 172 cm, Escurial, San Lorenzo de El Escorial, Espagne, inv. 10014400 (ill. A)[ref. 12].
  - Triptyque avec saint Jérôme, le baptême du Christ et les tentations de saint Antoine, vers 1518, huile sur bois, 120,8 x 81,9 cm & 122,6 x 37,8 cm, The Metropolitan Museum of Art, New York, inv. 1936 (36.14 a-c) (Galerie : 9)[ref. 13].
  - Assomption de la Vierge, vers 1517-18, huile sur bois, 62,2 × 59,1 cm, Philadelphia Museum of Art, inv. 1917-378 (Galerie : 10)[ref. 14].
  - Paysage avec saint Jérôme, vers 1516-18, huile sur bois, 76,5 × 137 cm, musée du Louvre, Paris, inv. RF2429 (Galerie : 11)[ref. 15].

Paysage avec saint Jérôme, vers 1516-18, huile sur bois, 36,35 × 25,5 cm, Fondation Bemberg Toulouse, inv.1101
- Œuvres graphiques :
  - Paysage avec saint Christophe traversant la rivière, dessin, 27 × 34,2 cm, musée du Louvre, Paris, Département des Arts graphiques, inv. 18976[ref. 16].
  - Paysage avec saint Christophe, dessin signé, plume au bistre et au lavis sur papier, 13,3 × 19,9 cm, Kupferstichkabinett, Berlin, inv. KdZ 6698[ref. 17].

### Œuvres de Joachim Patinier et de Quentin Metsys
- Tentation de saint Antoine, vers 1520-24, huile sur bois, 155 × 173 cm, musée du Prado, Madrid, inv. P 1615 (Galerie : 3)[ref. 5].
- Saint Christophe portant l'Enfant Jésus[20], huile sur bois, 76,4 × 60 cm, musée de Flandre, Cassel, inv. 2004.4.1[ref. 18].

### Œuvres de l'atelier de Joachim Patinier
Les œuvres classées dans cette section sont caractérisées par des traits picturaux, graphiques et techniques proches de ceux observés dans les tableaux du maître sans toutefois atteindre la finesse d'exécution qui définit son style.
- Paysage avec repos pendant la fuite en Égypte, vers 1518-20, huile sur bois, 31,7 × 57,6 cm, collection Jean Bonna, Genève[ref. 19].
- Paysage avec repos pendant la fuite en Égypte, vers 1518-24, huile sur bois, 31,5 x 57,5 cm, musée Thyssen-Bornemisza, Madrid, inv. 314 (Galerie : 12)[ref. 20].
- Paysage avec repos pendant la fuite en Égypte, vers 1518-24, huile sur bois, 34,3 x 48,9 cm, Minneapolis Institute of Arts, inv. 14.2[ref. 21].
- Triptyque avec repos pendant la fuite en Égypte, Saint Jean Baptiste et Saint Corneille, vers 1518-24, 110 × 72 cm & 110 × 30 cm, collection particulière, Wiesbaden[ref. 22].
- Paysage avec saint Jérôme (fragment), vers 1522-24, huile sur bois, 38,1 × 35,2 cm, National Gallery, Londres, inv. 4826 (Galerie : 13)[ref. 23].
- Paysage avec prédication de saint Jean Baptiste, vers 1515-18, huile sur bois, 35,2 × 45,3 cm, musée Old Masters, Bruxelles, inv. 6178 (Galerie : 14)[ref. 24].
- Paysage avec saint Jérôme, vers 1517-24, huile sur bois, 25,5 × 34,7 cm, Fondation Ruzicka, Zurich, inv. R23[ref. 25].
- Triptyque avec saint Jérôme, saint Jean, saint Antoine et Marie Madeleine, vers 1517-24, huile sur bois, 90,5 × 89 cm et 89 × 38 cm, collection particulière[ref. 26].
- Paysage avec saint Jérôme, vers 1517-18, huile sur bois, 29 × 55 cm, Galerie Giorgio Franchetti, Ca' d'Oro, Venise[ref. 27].
- Paysage avec prédication de saint Jean Baptiste, vers 1515-18, huile sur bois, 37,5 × 50,8 cm, Philadelphia Museum of Art, inv. 1944-9-2[ref. 28].
- Paysage avec Marie Madeleine en extase, vers 1517-24, huile sur bois, 26,2 × 36 cm, Kunsthaus de Zurich, inv. R24 (galerie : 15)[ref. 29].

### Œuvres anonymes attribuées à Joachim Patinier
Cette section regroupe les tableaux classés comme tels dans les collections publiques, ainsi que ceux pour lesquels un doute sérieux d'attribution subsiste.
- Paysage avec repos pendant la fuite en Égypte, vers 1524, huile sur bois, 51 × 96 cm, musée de l'Ermitage, Saint-Pétersbourg, inv. ГЭ-3085 (Galerie : 16)[ref. 30].
- Repos pendant la fuite en Égypte, Huile sur bois, 32,5 × 49 cm, musée national des beaux-arts, Buenos Aires, inv. 8575[ref. 31].
- Paysage au bord du lac[21], huile sur cuivre, 18,2 × 24 cm, musée Henri-Martin, Cahors, inv. Ca.1.71[ref. 32].
- Paysage avec repos pendant la fuite en Égypte, huile sur bois, 68 × 83 cm, Strossmayer Gallery, Zagreb, inv. SG-631[ref. 33].
- Paysage avec saint Christophe, huile sur panneau, 48 × 59,5 cm, Maison Snijders&Rockox, Anvers, inv. 77.55[ref. 34].

### Œuvres anonymes du cercle de Joachim Patinier
Cette section regroupe les tableaux dont les auteurs sont les disciples, les continuateurs, les membres de l'école ou de l'entourage du maître.
- Paysage avec saint Jérôme, huile sur bois, 26,3 × 26 cm, York City Art Gallery, inv. YORAG : 743[ref. 35].
- Paysage avec crucifixion, vers 1520-24, huile sur bois, 72,2 × 21 cm, collection particulière, Madrid[ref. 36].
- Multiplication des pains et des poissons[22], 1538-1543, huile sur bois, 124,5 × 142 cm, Museo de Arquitectura y Pintura del Monasterio San Lorenzo del Escorial, inv. 10014744[ref. 37].

## Galerie

Joachim Patinier et atelier
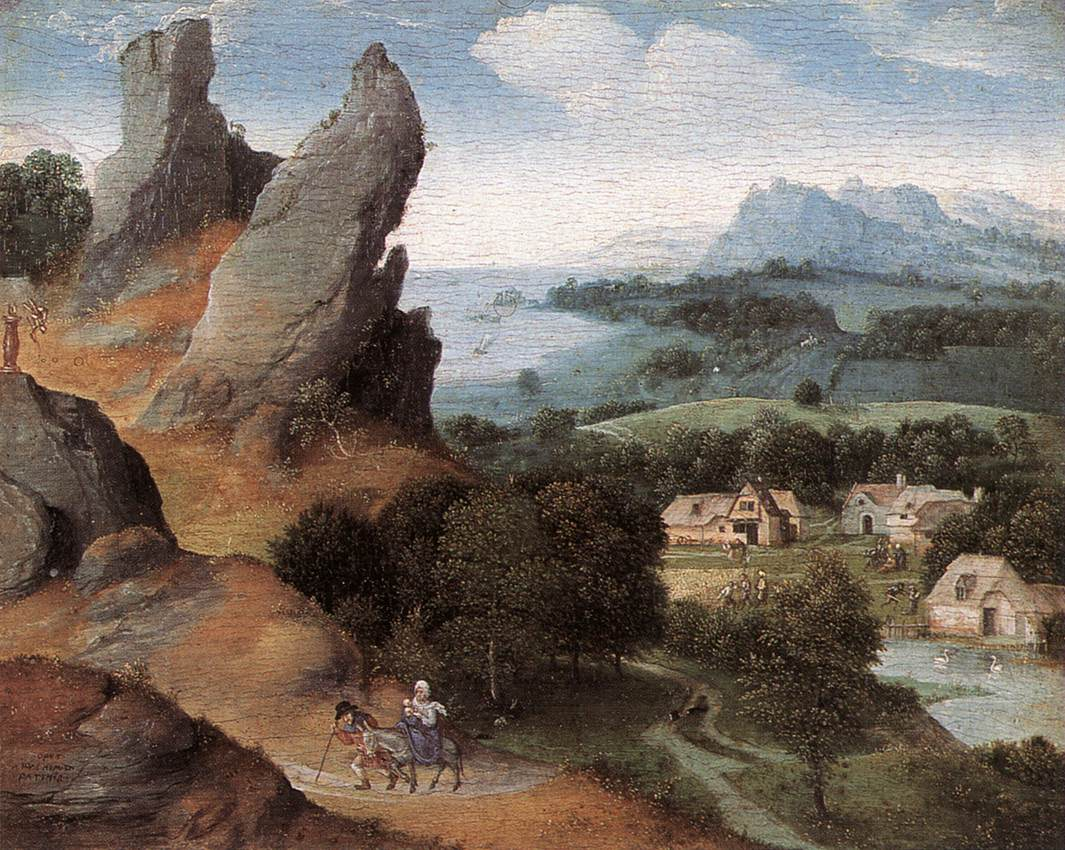
1 : Paysage avec fuite en Égypte, Koninklijk Museum voor Schone Kunsten, Anvers.
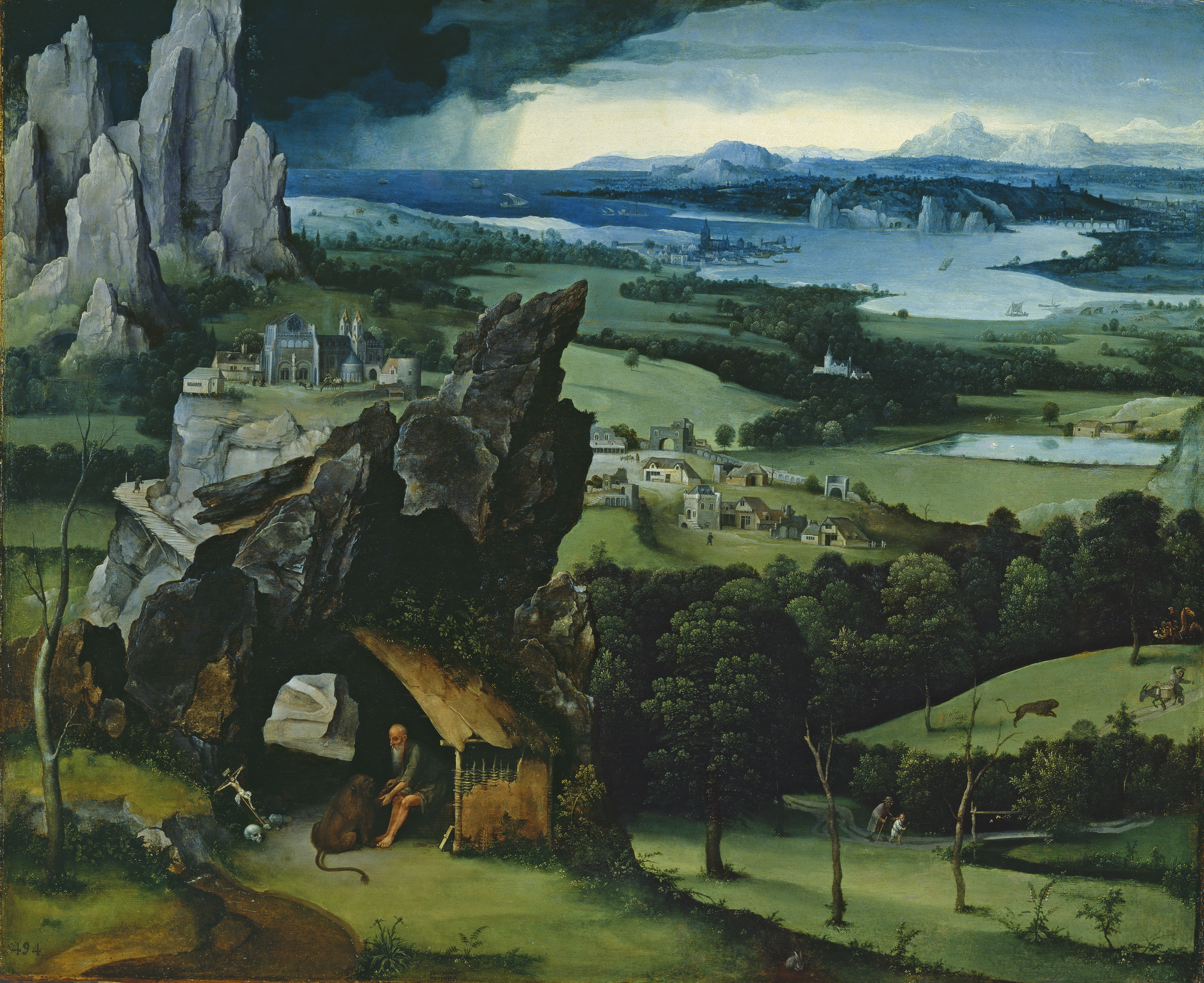
2 : Paysage avec saint Jérôme, Museo Nacional del Prado, Madrid.
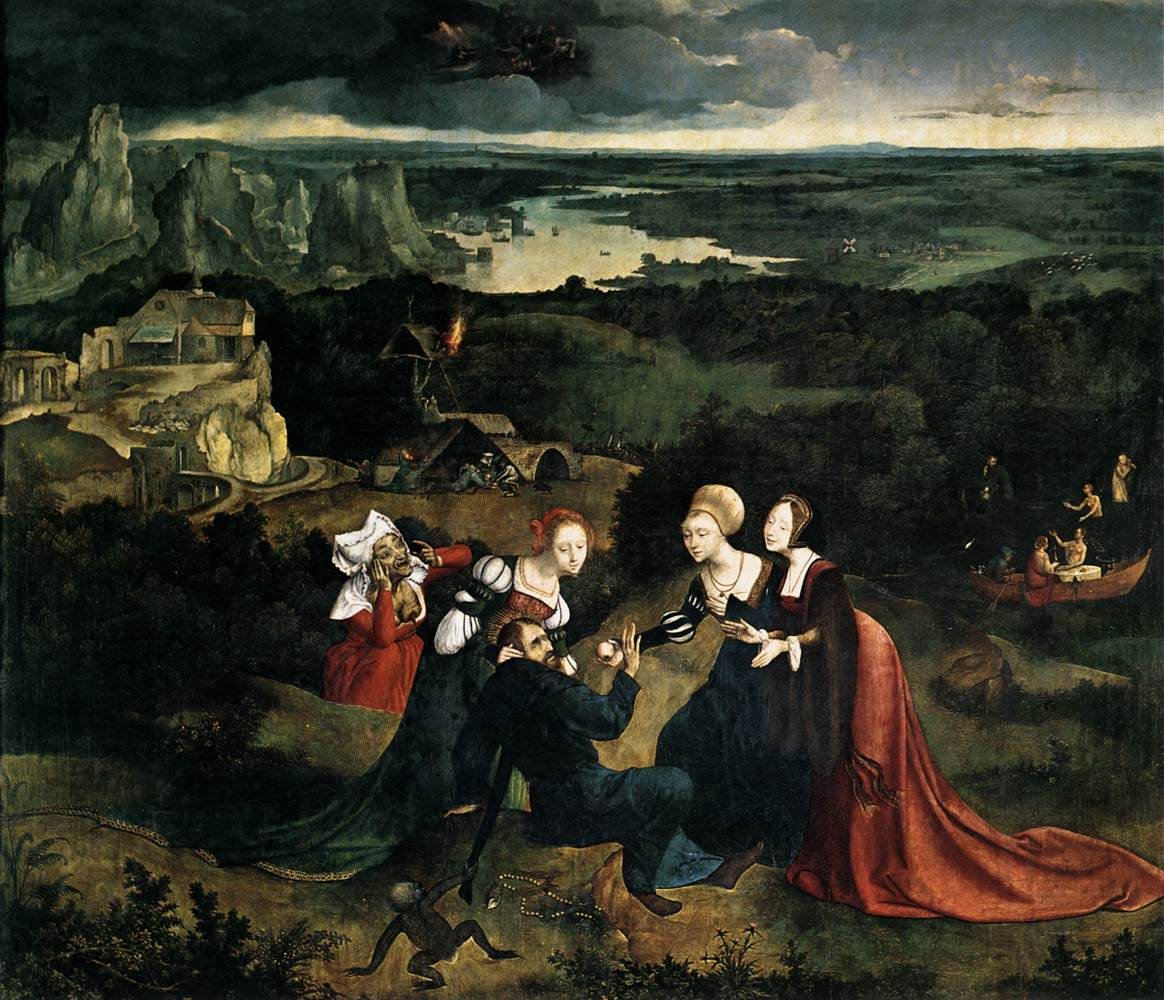
3 :  Joachim Patinier & Quentin Metsys, Tentation de saint Antoine, Museo Nacional del Prado, Madrid.
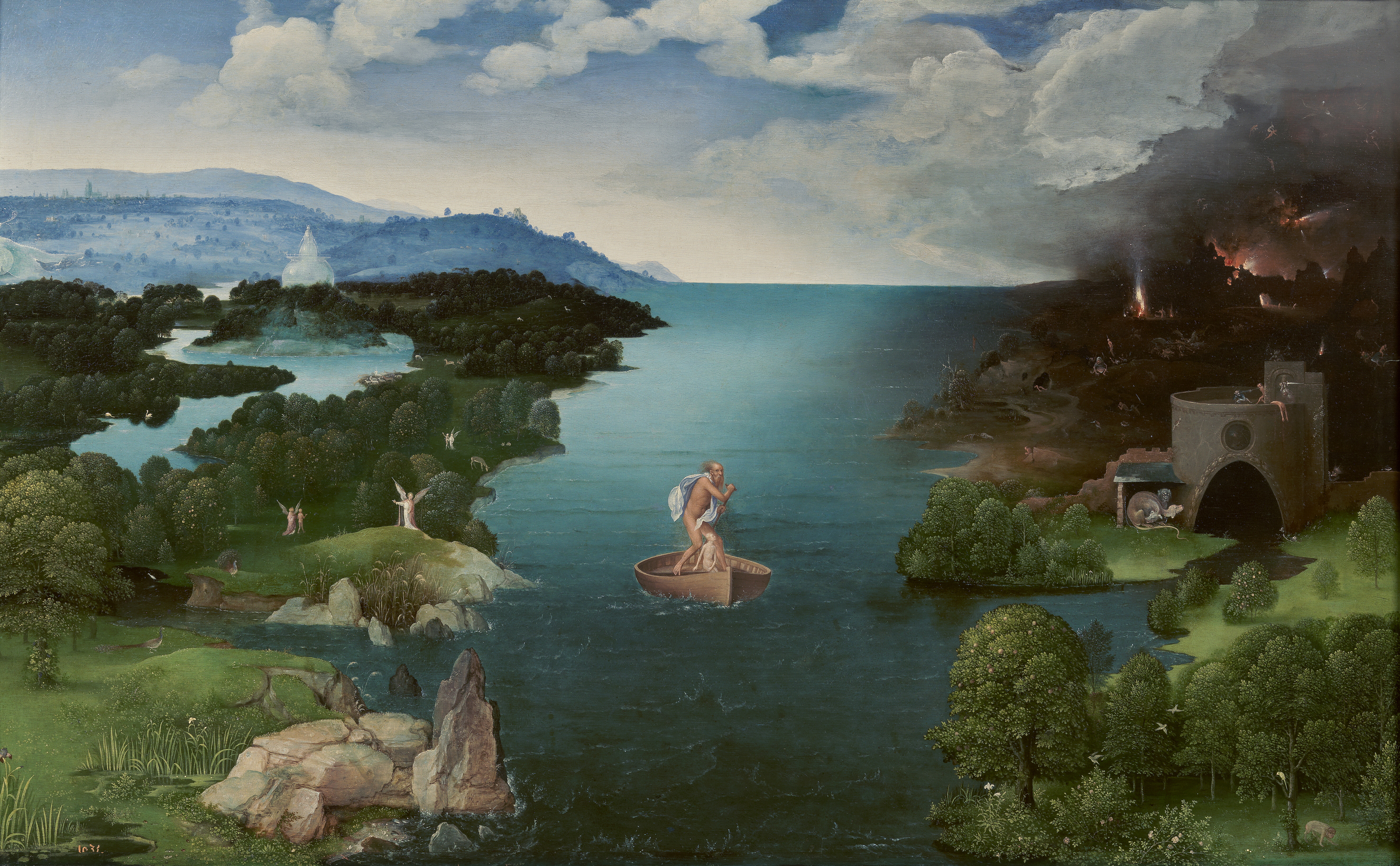
4 : Passage du Styx, Museo Nacional del Prado, Madrid.
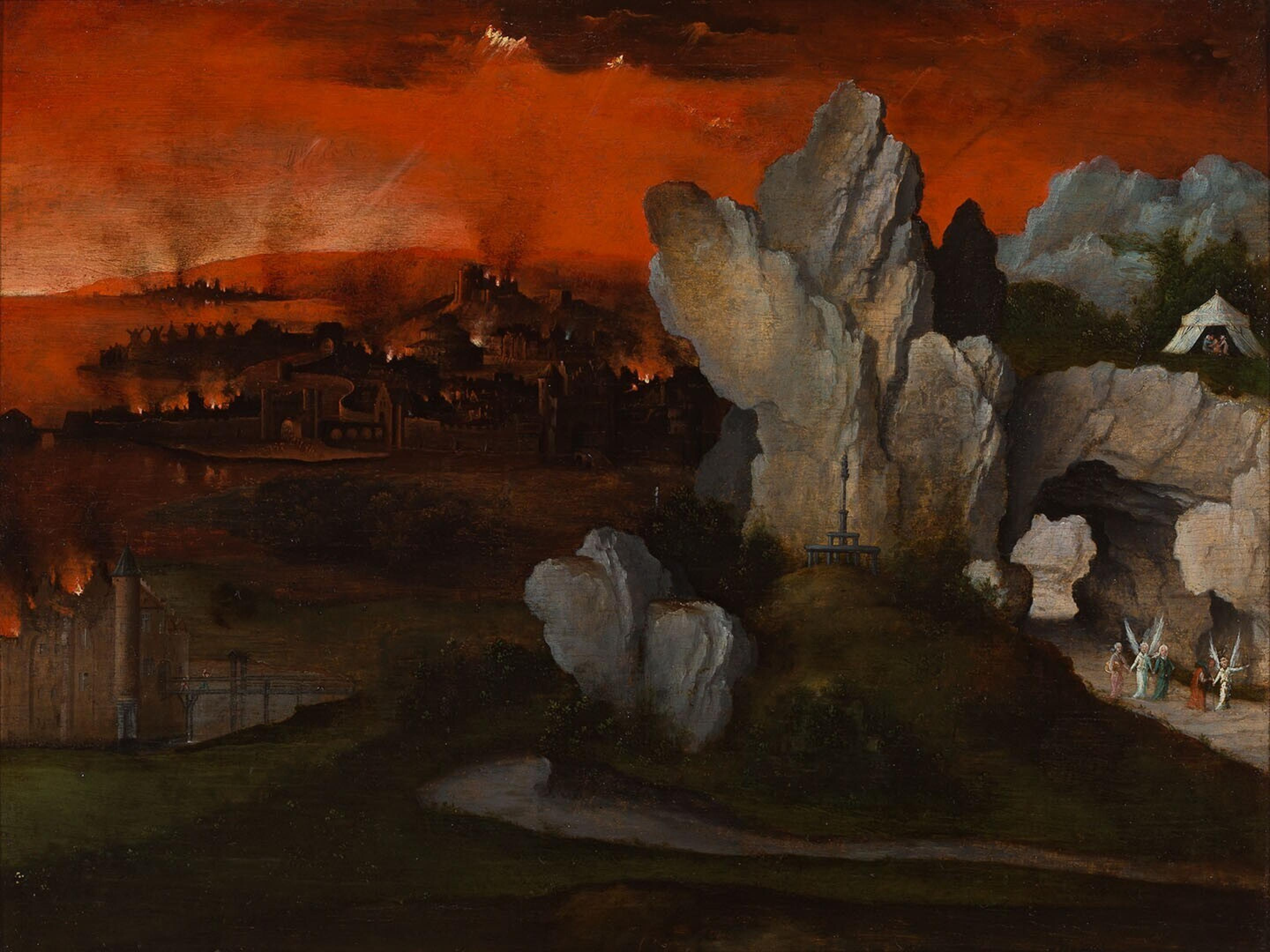
5 :  Paysage avec incendie de Sodome, Museum Boijmans, Roterdam.
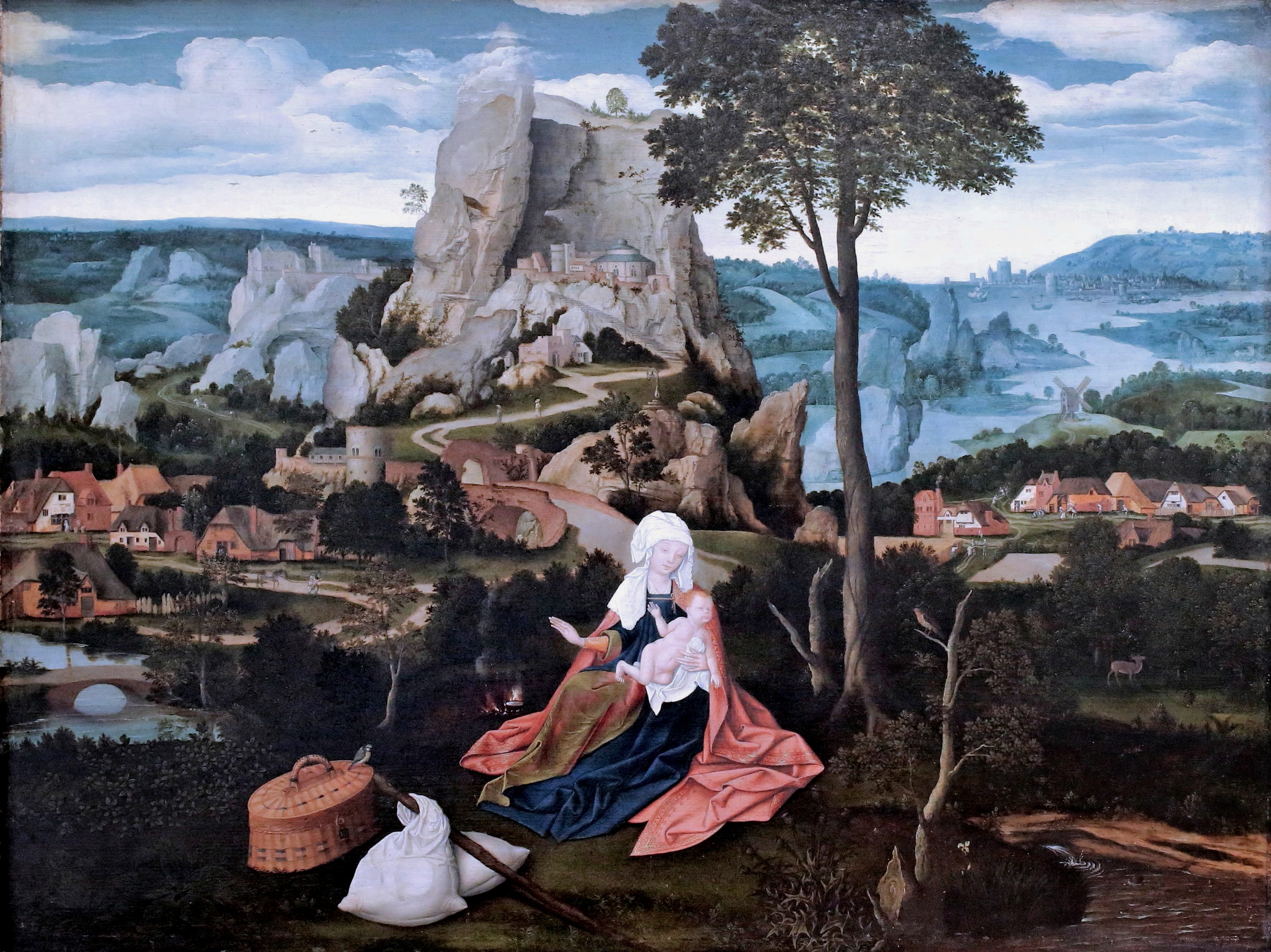
6 : Repos pendant la fuite en Égypte, Gemäldegalerie, Berlin.
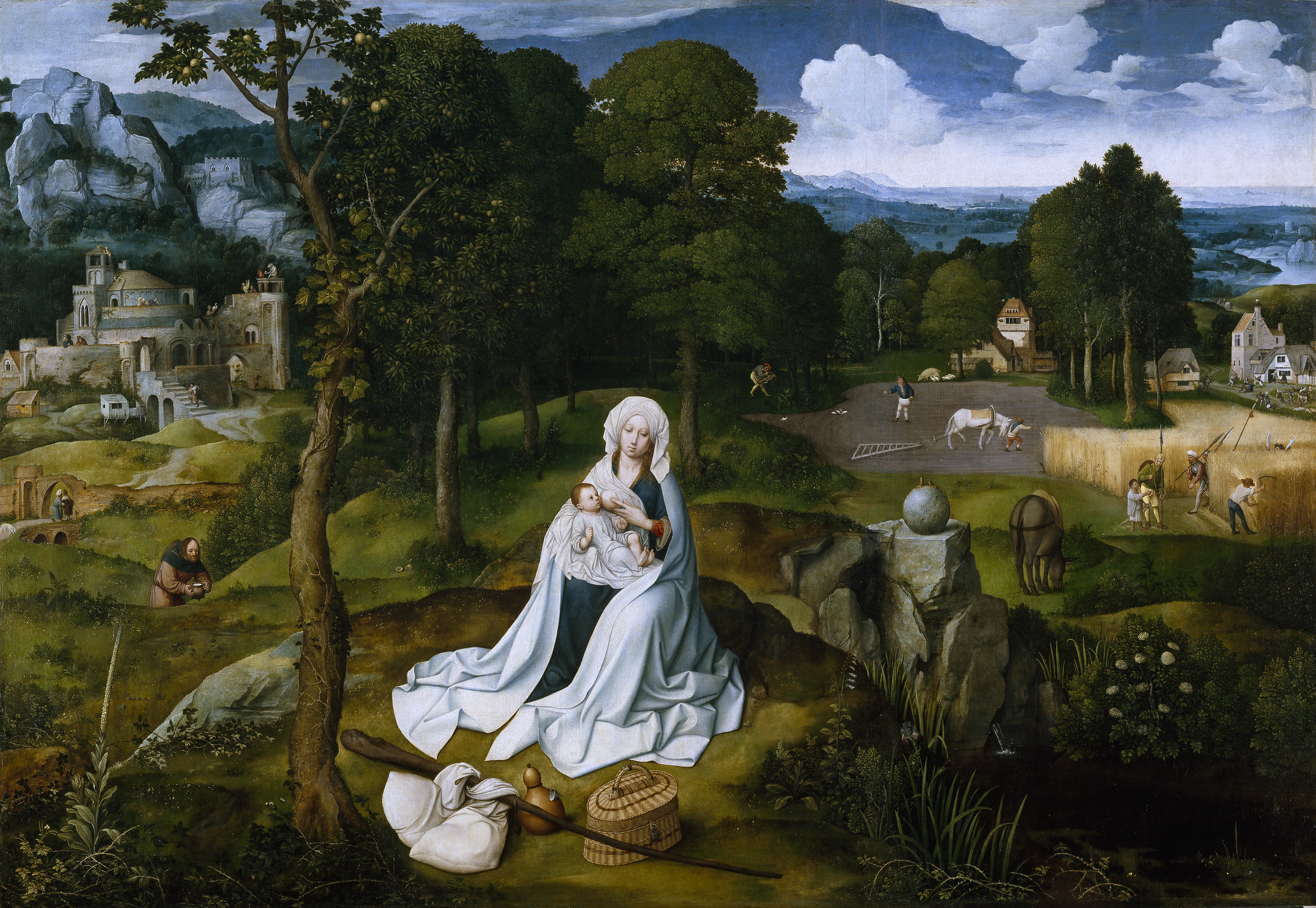
7 : Repos pendant la fuite en Égypte, Museo Nacional del Prado, Madrid.
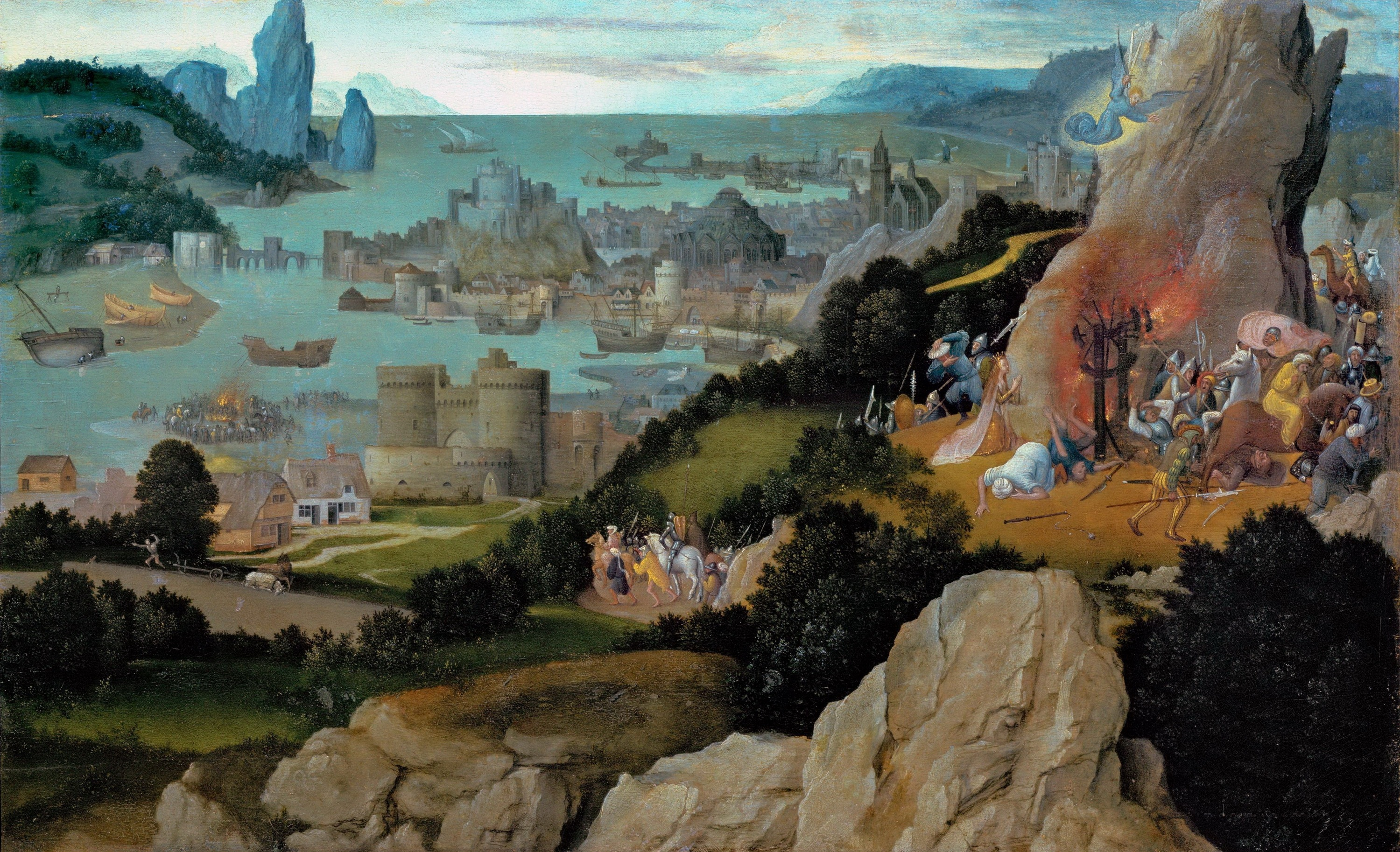
8 : Martyre de sainte Catherine, Kunsthistorisches Museum, Vienne.
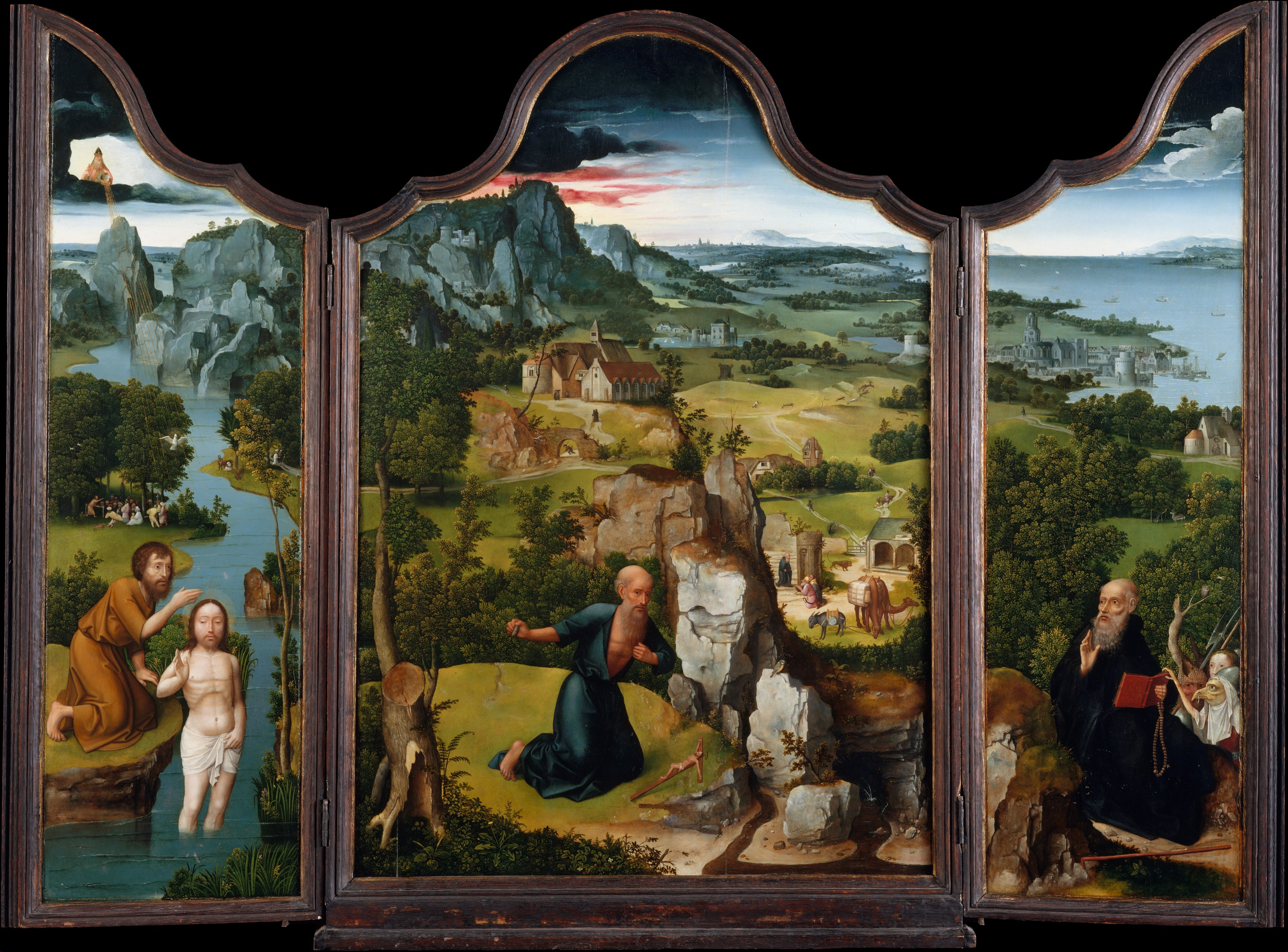
9 : Triptyque avec saint Jérôme, le baptême du Christ et les tentations de Saint Antoine, Metropolitan Museum of Art, New York.
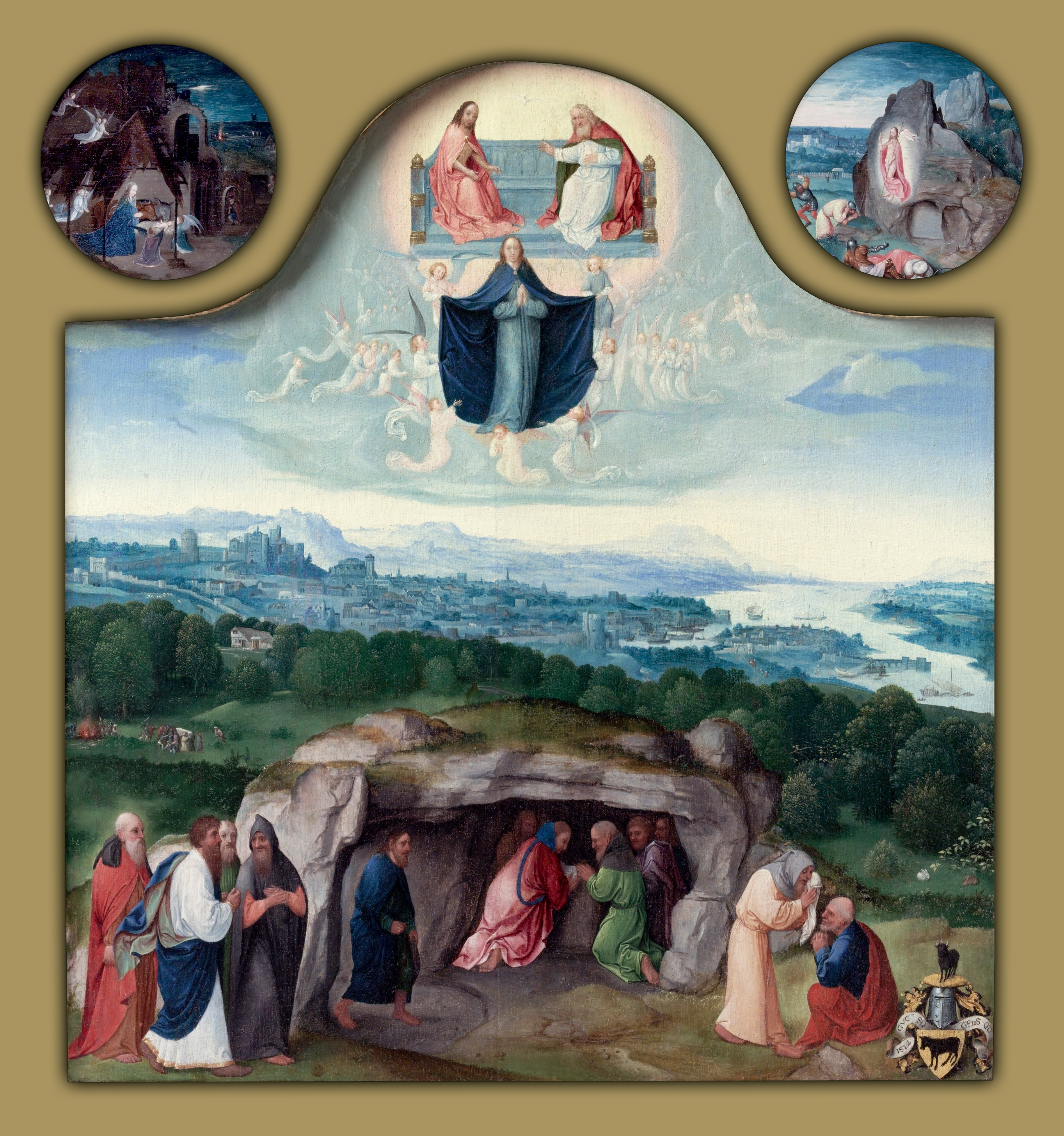
10 : Assomption de la vierge, Philadelphia Museum of Art, Philadelphia.
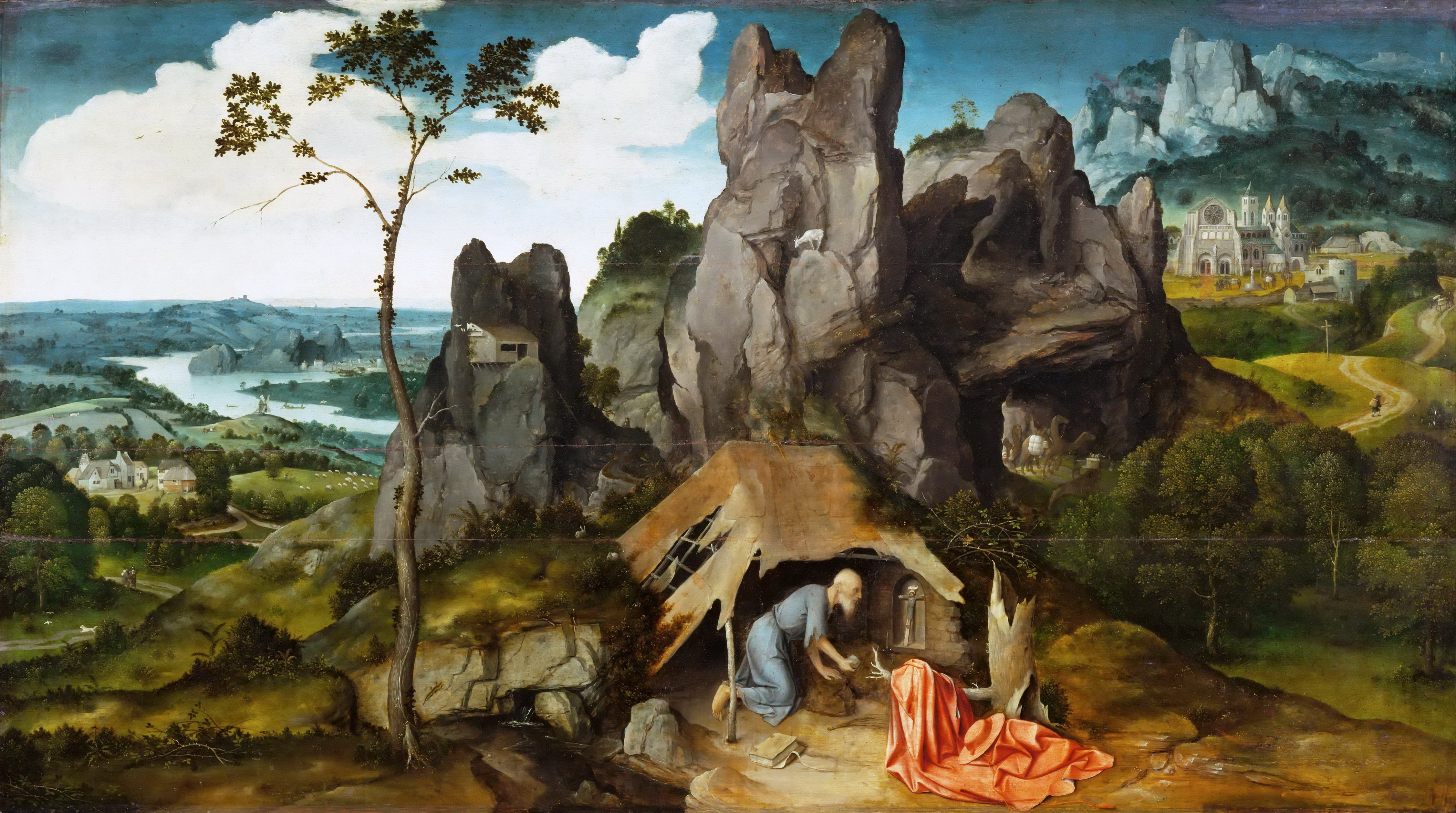
11 : Paysage avec saint Jérôme, musée du Louvre[23].
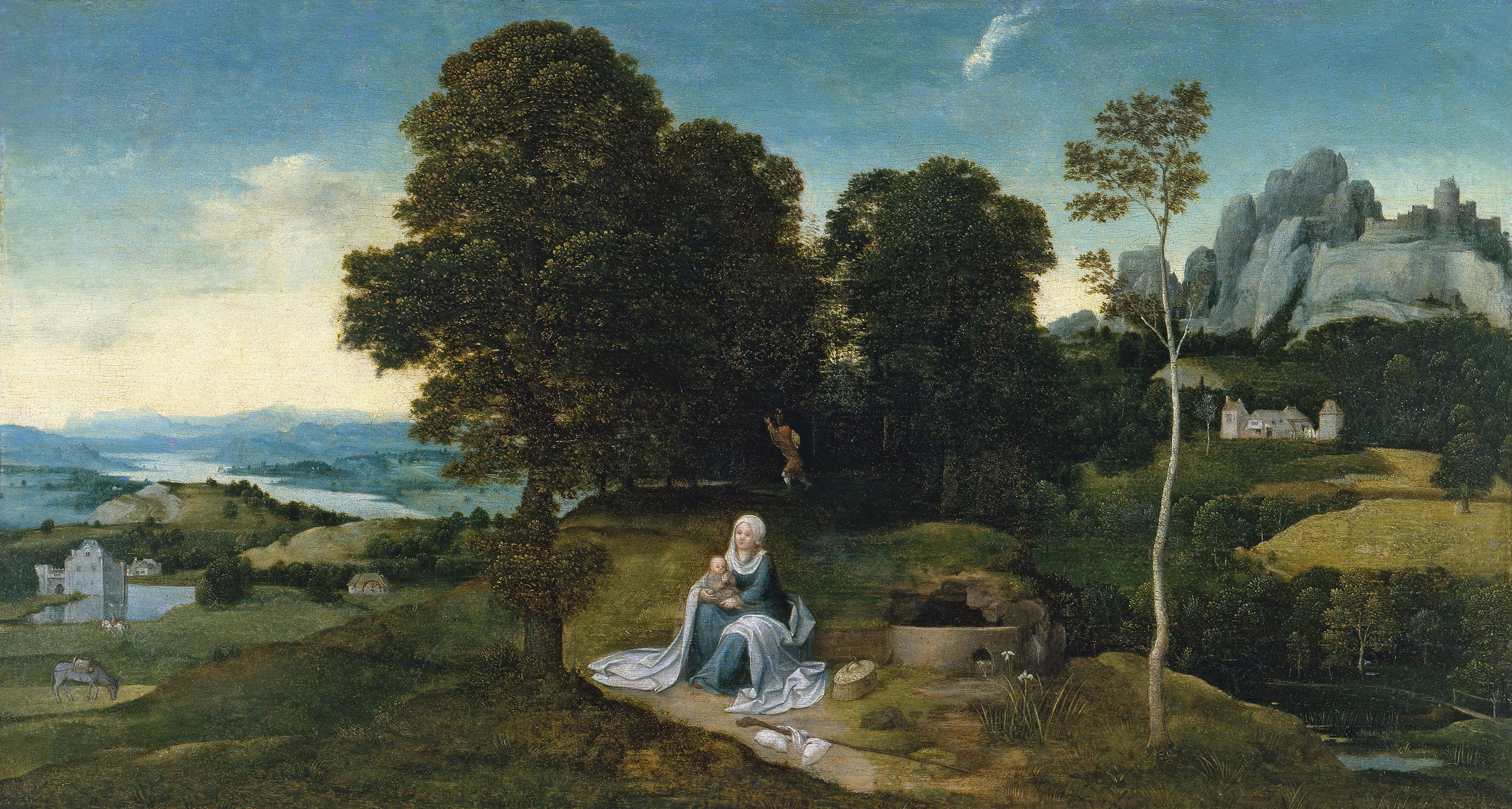
12 : Atelier de Joachim Patinier, Paysage avec repos pendant la fuite en Égypte, Museo Thyssen-Bornemisza.
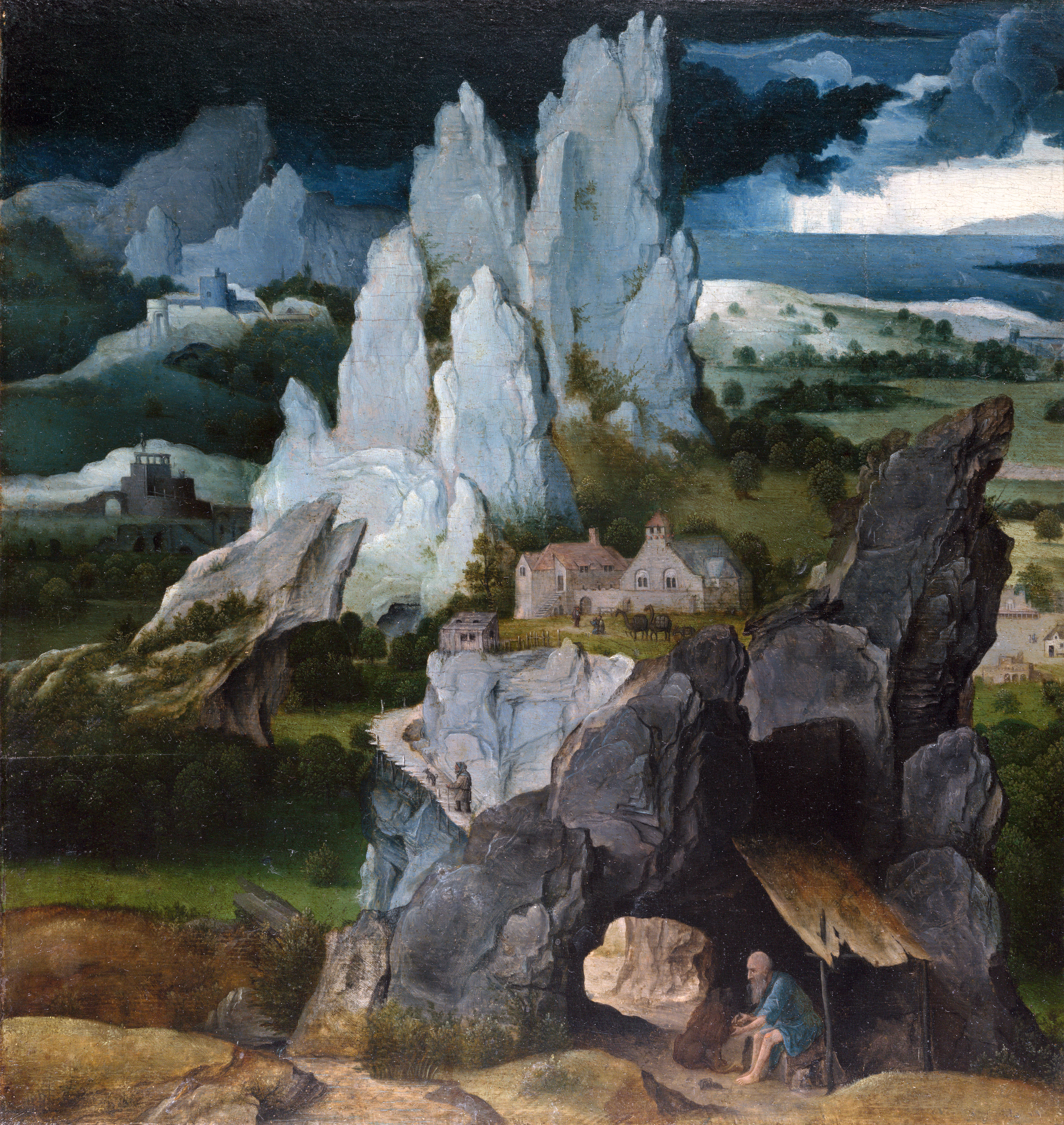
13 :  Atelier de Joachim Patinier, Paysage avec saint Jérôme (fragment), National Gallery.
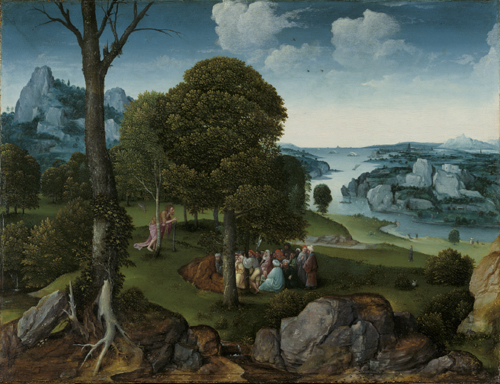
14  : Atelier de Joachim Patinier, Paysage avec la prédication de saint Jean Baptiste, musées royaux, Bruxelles
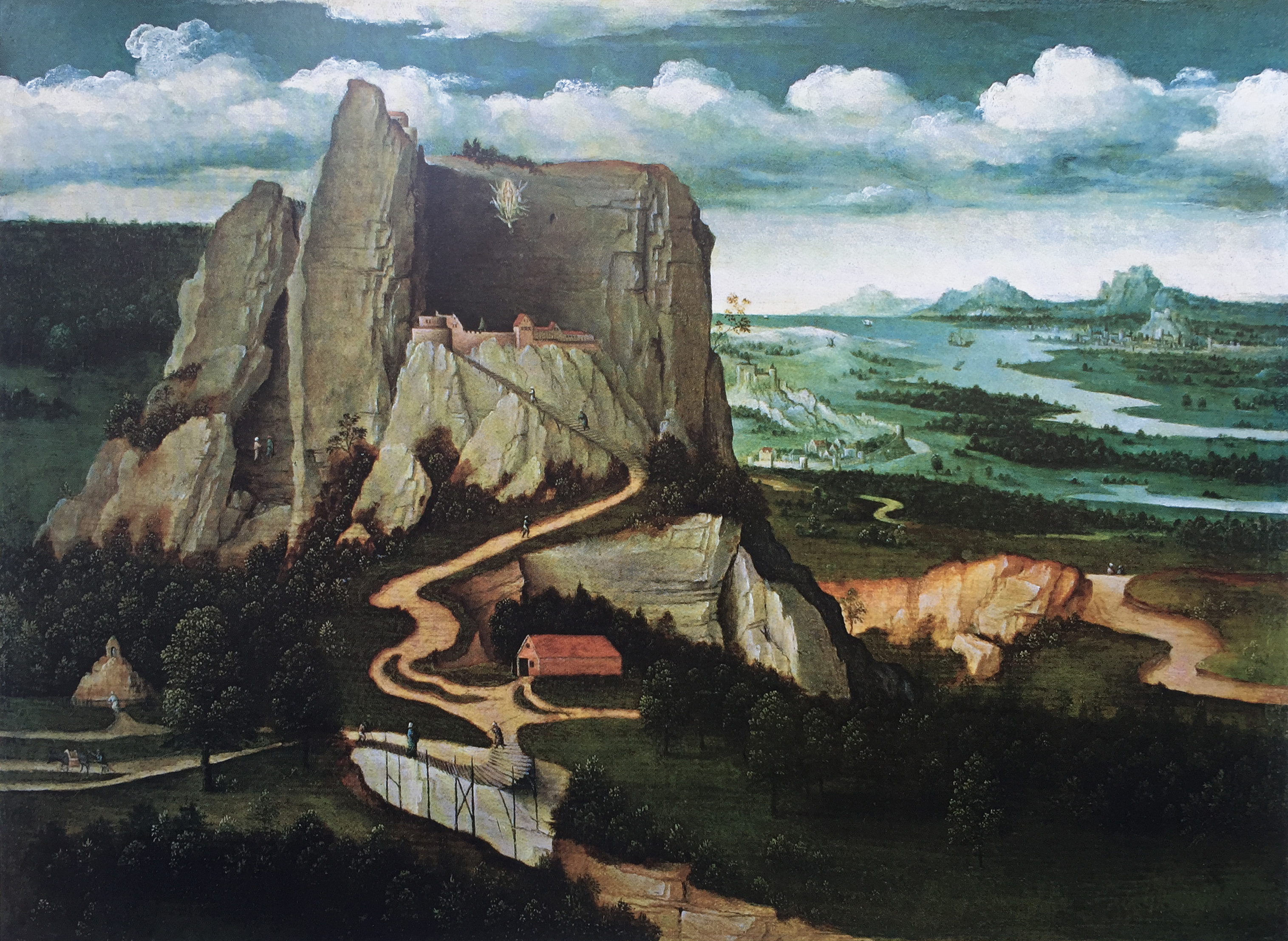
15 : Paysage avec sainte Marie Madeleine en extase, Kunsthaus, Zurich.

Les continuateurs de Joachim Patinier
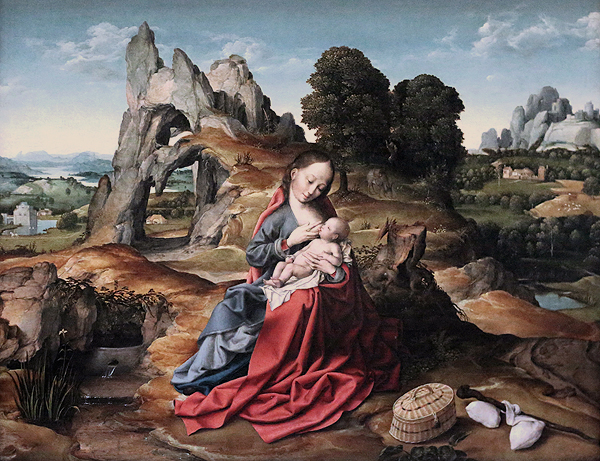
16 : Joos van Cleve, Paysage avec repos pendant la fuite en Égypte, Musées royaux, Bruxelles, inv. 2928.
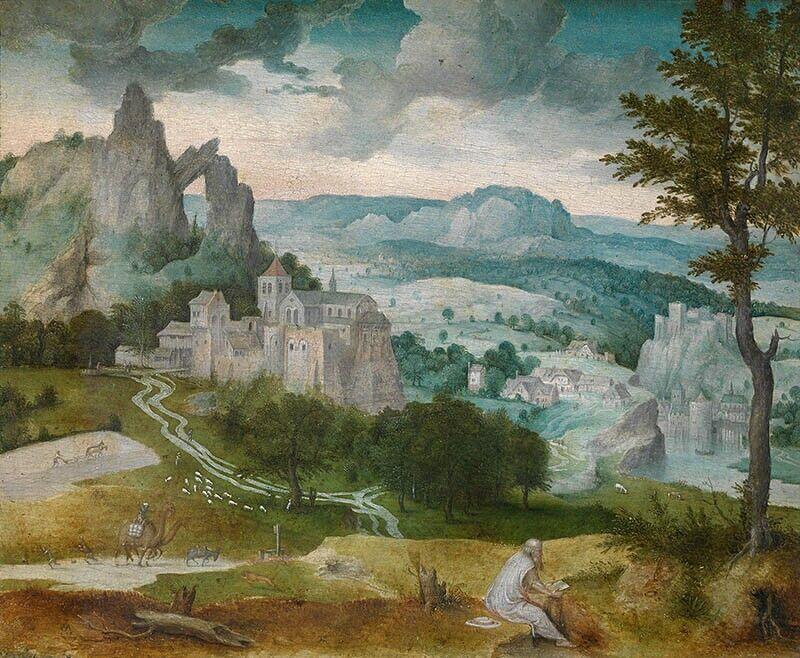
17 : Corneille Metsys, Saint Jérôme dans un paysage, 1547, musées royaux, Anvers, inv. 830.
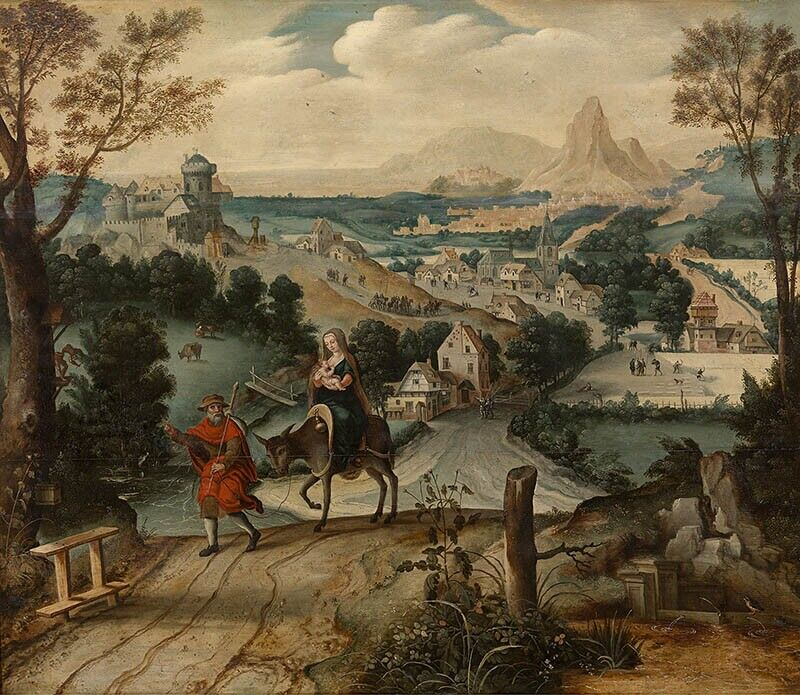
18 : Lucas Gassel, Fuite en Égypte, 1541-1560, musée royal des beaux-arts d'Anvers, Anvers, inv. 5128.
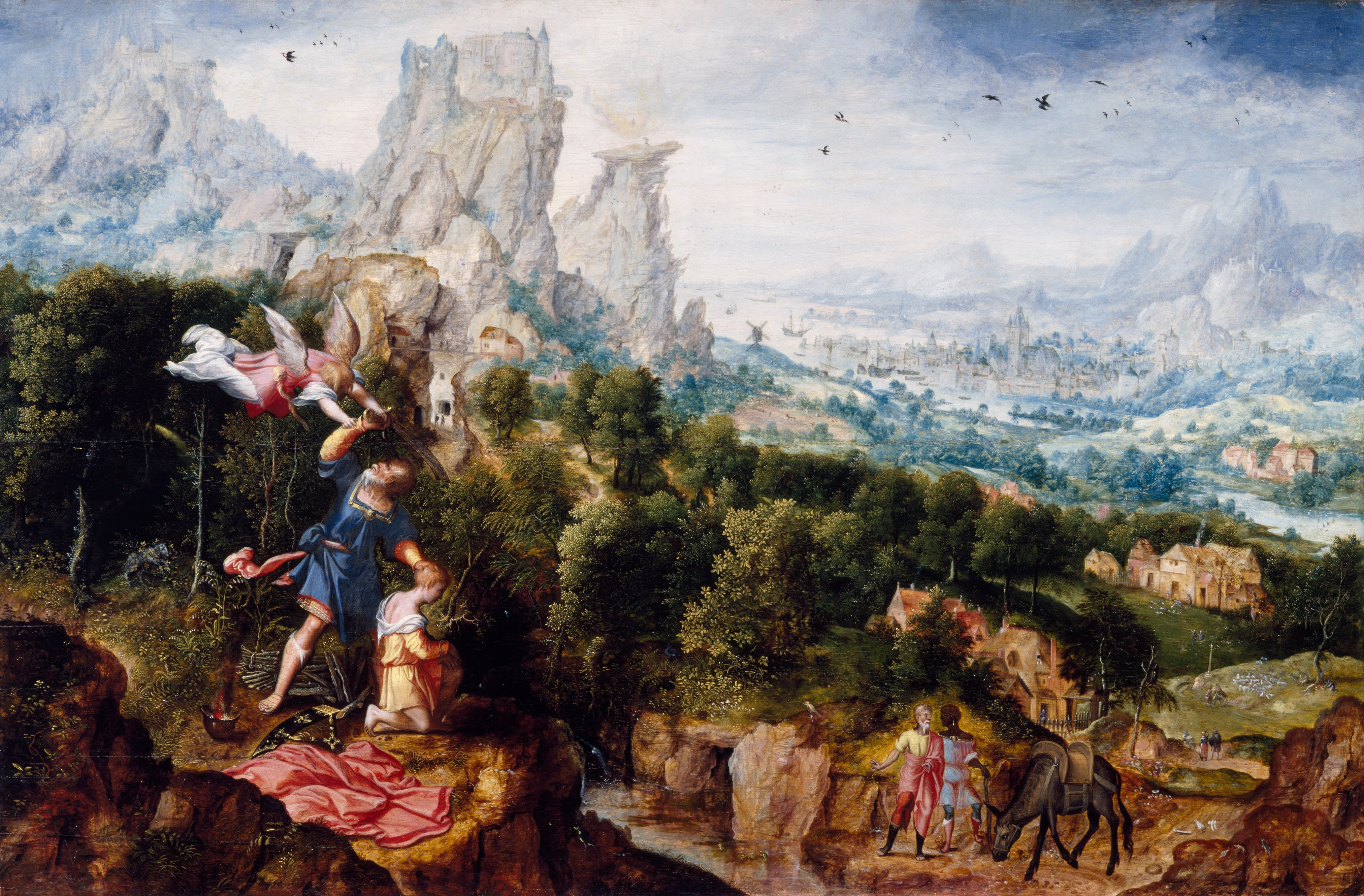
19 : Henri Bles, Paysage avec sacrifice d'Isaac, 1535/1545, Cincinnati Art Museum, inv. 1944.44.
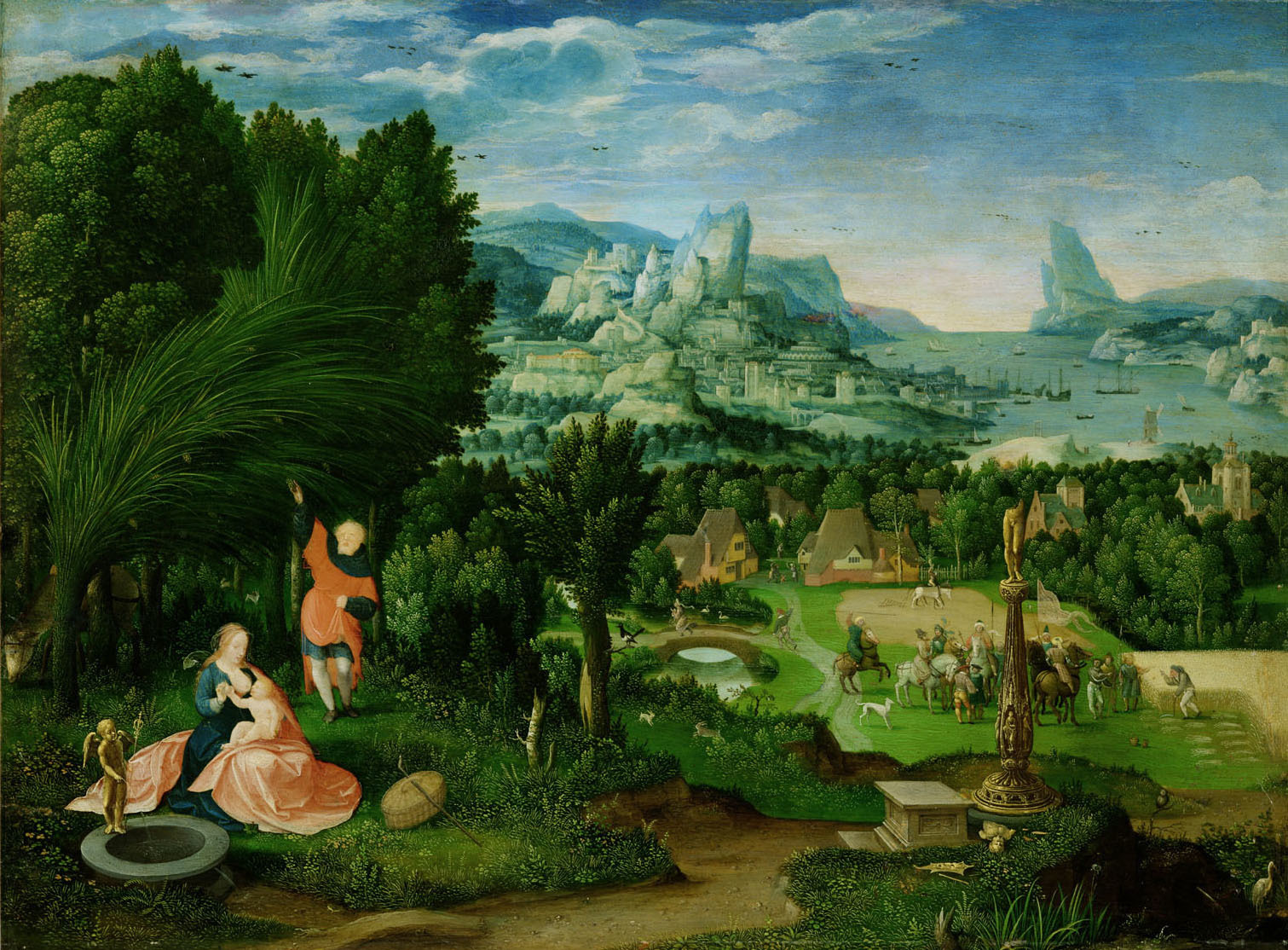
20 : Maître des demi-figures féminines, Repos pendant la fuite en Égypte, Kunsthistorisches Museum, inv. GG 950.

#### Catalogues d'expositions
- (es) Alejandro Vergara (éd.), Patinir, estudios y catálogo crítico, Madrid, Museo National del Prado, 2007, 408 p. (ISBN 978-84-8480-119-1).
- Alain Tapié (dir.), Fables du paysage flamand : Bosch, Bles, Brueghel, Bril, Paris, Somogy éditions d'art, 2012, 368 p. (ISBN 978-2-7572-0582-2).

#### Article
- (en) Verena Voigt (trad. from the German by A.P. Dierick), « Joachim Patinir (ca.1485·1524) and The beginnings of landscape painting in the low countries », Canadian Journal of Netherlandic Studies, vol. I, no XIV,‎ printemps 1993, p. 19-28 (lire en ligne [PDF], consulté le 7 juin 2015).

#### Ouvrages
- Paul Dupouey, Le Temps chez Patinir, le paradoxe du paysage classique : thèse de doctorat, Université de Nancy II, 2007-2008, 533 p. (lire en ligne).
- (nl) Reindert Leonard Falkenburg, Joachim Patinir, Het landschap als beeld van de levenspelgrimage, Nimègue, 1985.
- Sylvie Germain, Joachim Patinir, Paysage avec saint Christophe, Ennetières-en-Weppes, Éditions invenit, 2010, 40 p. (ISBN 978-2-918698-10-4).
- André Piron, Joachim Le Patinier, Henri Blès : Leurs vrais visages, Gembloux, J. Duculot, 1971, 64 p.
- Maurice Pons et André Barret, Patinir ou l'harmonie du monde, Paris, Robert Laffont, 1980, 128 p. (ISBN 2-221-50196-9).
- (ang) Robert A. Koch, Joachim Patinir, Princeton, Princeton University Press, 1968, 116 p. (ISBN 978-0-691-03826-1).
- Henrik Stangerup, Joachim Patinir, Paris, Flohic éditions, 1992, 80 p. (ISBN 978-2-908958-49-2).Cet ouvrage contient trois illustrations de peintures dont l'attribution à Joachim Patinier est très douteuse : Sainte Madeleine pénitente (inv. D 212) du Musée des beaux-arts de Dijon (p. 45), Le Repos pendant la fuite en Égypte (inv. KMS1743) du Statens Museum for Kunst de Copenhague (p. 63), et le Paysage aux bergers d'une collection privée de Schoten en Belgique (p. 65). Les deux premières de ces œuvres sont aujourd'hui attribuées au Maître des demi-figures féminines.
- Henrik Stangerup (trad. du danois), L'Idée du bleu : Joachim Patinir, Paris, Flohic éditions, 2000, 89 p. (ISBN 2-84234-104-X).
- Jacques Stiennon, Jean-Patrick Duchesne et Yves Randaxhe, Cinq siècles de peinture en Wallonie : de Roger de le Pasture à Paul Delvaux, Bruxelles, Les éditeurs d'art associés, 1988, 335 p. (ISBN 2-87148-016-8).
- Karel Van Mander et Henri Hymans (trad. notes et commentaires de Henri Hymans), « Joachim Patenier. Peintre de Dinant », dans Le Livre des peintres de Carel van Mander : vie des peintres flamands, hollandais et allemands (1604), tome 1, Paris, 1884 (lire en ligne), p. 192-196.
- Michel Weemans, Herri met de Bles : Les ruses du paysage au temps de Bruegel et d'Érasme, Paris, Hazan, 2013, 320 p. (ISBN 978-2-7541-0689-4).

#### Données numériques
- Base de données BALaT (Belgian Art Links and Tools) :  Dominique Allart, Patinier, Joachim, in Dictionnaire des peintres belges..
- DVD Patinir. La invención del paisaje., Realizado por Angular Producciones con la colaboración del Museo del Prado y el Centro de Estudios Europa Hispánica, durée : 50 min, Idiomas: castellano, inglés y francés.